# (171381) Taipei
(171381) Taipei est un astéroïde de la ceinture principale.

## Description
(171381) Taipei est un astéroïde de la ceinture principale. Il fut découvert le 22 juillet 2006 à l'observatoire de Lulin par Hong Qin Lin et Ye Quan-Zhi. Il présente une orbite caractérisée par un demi-grand axe de 2,99 UA, une excentricité de 0,09 et une inclinaison de 11,0° par rapport à l'écliptique.

## Compléments